# Menon (Töpfer)
Menon war ein griechischer Töpfer, tätig in Athen um 530 v. Chr.
Er ist nur bekannt durch seine Signatur auf einer rotfigurigen Bauchamphora in Philadelphia, University Museum Inv. 5399, deren Bemalung dem Maler Psiax zugeschrieben wird. Bevor der Name des Psiax durch seine Signatur bekannt war, hieß er nach dem Töpfer Menon-Maler.